# Jasper (Georgia)
Jasper város az Amerikai Egyesült Államok Georgia államában, Pickens megyében, melynek megyeszékhelye is. Lakosainak száma 4084 fő (2020. április 1.).

## Népesség
A település népességének változása:

| 2010 | 3 684 |
| 2020 | 4 084 |